# Stig Ossian Ericson
Stig Ossian Ericson (født 7. september 1923, død 30. juli 2012) var en svensk skuespiller, manuskriptforfatter og instruktør, der medvirkede i over 65 film og tv-serier. 
Ericson blev født i Härnösand, men voksede op i Nyköping og gik på Uppsala universitet. Her medvirkede han i forskellige teaterforestillinger og begyndte oprindeligt sin karriere som matematiklærer. Ericson skiftede dog til teateruddannelsen i begyndelsen af 1960'erne og arbejdede senere med kunstnere som Hans Alfredson, Tage Danielsson, Bo Widerberg, Beppe Wolgers og Owe Thörnqvist.
Ericson boede i Nacka på tidspunktet for sin død. Han er begravet på Galärvarvskyrkogården i Stockholm.

## Udvalgt filmografi
- Havnebyens fristelser (1948)
- Festivitetssalongen (1965, også instruktør og manuskriptforfatter)
- Manden, som holdt op med at ryge (1972)
- Pråsen (1974)
- En enkel melodi (1974)
- Verdens bedste Karlsson (1974)
- Ægget er skørt! (1975)
- Drømmen om Amerika (1976)
- Tabu (1977)
- Den alvorlige leg (1977)
- Bluff Stop (1977)
- Kristoffers hus (1979)
- Jeg er med barn (1979)
- Katitzi (tv-serie, 1979)
- Manden der blev millionær (1980)
- Sinkadus (tv-serie, 1980)
- Babels hus (tv-serie, 1981)
- Sejled' op ad åen (1981)
- Græsenkemænd (1982)
- Nya Dagbladet (tv-serie, 1985)
- Pigerne på taget (1989)
- Tre terminer (tv-serie, 1991)
- Rederiet (tv-serie, 1992)
- Svensson, Svensson (tv-serie, 1994)
- Zonen (tv-serie, 1996)